# Парк Текстильщиков
Парк Текстильщиков — один из парков Твери. Назван так в честь текстильщиков Морозовской мануфактуры, проводивших когда-то в сосновом бору коммунистические маёвки. В настоящее время здесь кроме сосен выращены поросли берёз, тополей, ясеней, парк расширен вдвое. Когда-то здесь имелись: спортивный зал, площадки для волейболистов и городошников, открытая эстрада, танцевальная веранда, летний кинотеатр, различные аттракционы. Сейчас есть футбольное поле, которое зимой превращается в каток.
Через парк протекает небольшая речка Тьмака. Речка очень загрязнена.